# السحب (مسرحية)
السحب هي مسرحية للكاتب الإغريقي «أريستوفانيس» قدمت عام 423 ق.م في أعياد الديونيسيا ونالت الجائزة الثالثة بمسابقة العيد ذاته.

## نبذة
عرض أريستوفانيس هذه المسرحية عام 423 ق.م. فلم تلق نجاحا، إذ فاز فاز بالجائزة الأولي ذلك العام كراتينوس الكاتب المسرحي المعاصر له ومنافسه آنذاك، عن مسرحية «قارورة الخمر»، ونال الجائزة الثانية أميبسيلس عن مسرحية تحمل أسم "Konnos " وكان موضوعها أيضا الهجوم علي سقراط. وربما أعاد أريستوفانيس كتابة هذه المسرحية من جديد دون أن يقوم بعرضها في المسابقة مرة أخرى 

## الحبكة
تبدأ المسرحية بالشيخ ستربسياديس «المراوغ» وهو مالك أراض، وقد غرق في الديون بسبب حذلقة زوجته ربيبة الصالونات، وإسراف ابنه فيدبيديس " المقتصد  " الذي ينفق دون حساب علي هوايته المفضلة «سباق الخيل»، ويسمع الشيخ أن سقراط لديه المهارة ما يجعله قادرا علي قلب الحق باطلا، فيأمل أن يتعلم ابنه هذه المهارة كي يتخلص عن طريقها من دائنيه، ومن فوائد الديون التي تتراكم عليه كل أول شهر.
و لكن الابن يرفض ذلك لنزقه وعصيانه فيقرر الأب أن يلتحق هو نفسه بمدرسة سقراط التي يطلق عليها الكاتب تهكما اسم «حانوت الفكر» وهناك يتعلم الأب من سقراط أن عليه أن يعمل كثيرا، وأن يقنع بالحياة البسيطة، وأن يتعبد للسحب مصدر المطر والرعد لا الإله زيوس كما يعتقد عامة الناس.
و أمام جوقة المسرحية المكونة من السحب كربات يبدأ سقراط في تعليم الشيخ، ولكن الأخير يظهر من الغباء حدا جعله عاجزا عن التعلم، لأن ذهنه شاردا في ديونه المتركمة، لذلك يأمره سقراط بإحضار ابنه بدلا منه لأنه شيخ عجوز كثير النسيان 
و بعد ترغيب وترهيب يحضر الشيخ ابنه كي يتعلم المهارة الريتوريقية «الكلامية أو الخطابية» ومن ثم يعهد به سقراط إلي كل من منطق الحق ومنطق الباطل كي يقوما بتعليمه. ويدور بين المنطقين مشهد جدلي -من أمتع ما كتب أريستوفانيس- وينتهي بانتصار منطق الباطل.
و بعد أن يتم الابن تعليمه في مدرسة سقراط يذهب إلي والده الشيخ لينقذه من عبء ديونه، بواسطة الفن الجديد الذي تعلمه علي يد سقراط، ويتمكن الشيخ ستربسياديس من إفحام دائنيه مستعينا بمهارة ابنه في فن الخداع. ولكن ما إن يتخلص الابن من الدائنين حتي ينقلب علي أبيه بدعوى تطبيق المنهج الذي تعلمه، فيبدأ في ضرب الأب ويهدد بضرب الأم بحجة أنهما فشلا في تربيته، وأن من حقه أن يقوم لذلك بتربيتهما وتأديبهما مبررا كل ما يفعله بتبريرات منطقية تظهر أن الحق بجانبه. وحينما يشمئز ستربسيياديس من فحوى هذه التبريرات الباطلة، ويعجز عن إقناع ابنه بالرجوع عن غيه، يلجأ إلي حرق مدرسة سقراط باعتبارها أنها سبب كل هذا البلاء.

## فلسفة أريستوفانيس
و من الغريب أن يظهر لنا أريستوفانيس سقراط علي أنه ممثل الحركة السوفوسطائية، ويهاجمه بعنف تبعا لذلك، والحق أن شخصية سقراط في هذه المسرحية تناقض الواقع التاريخي لها، كما شهدناه في محاورات أفلاطون وكتابات كسينوفون، حيث يبدو الفيلسوف سقراط ضد السفسطة والسوفوسطائيين علي طول الخط.
لكن حيث إن الكوميديا تظهر الأشخاص أدني مما هم عليه، وإن محاورات أفلاطون ومؤلفات كسينوفون -تليمذي سقراط- قد تظهر الفيلسوف الأشهر أكثر سموا عما هو عليه، لأنه كان لهما معلما وأستاذا، وينبغي أن ندرك أن الشخصية الحقيقية لسقراط لا توجد عند هذا ولا عند هؤلاء، بل بها بعض السمات التي جسمها أريستوفانيس، مثل منظر سقراط المضحك وهيئته المهوشة وطريقه تدريسه الغريبة وبعض أفكاره غير المألوفة. وفضلا عن ذلك فإن رجل الشارع في أثينا آنذاك -حتي مع تسليمه بأن سقراط كان مختلفا عن كل السوفوسطائيين ومهاجما لهم- ربما كان يرى في سقراط ممثلا للمنهج العقلي الجديد الذي ينادي به السوفوسطائيين، وهو منهج يرمي في نظر رجل الشارع الأثيني إلي التشكيك في تراث السلف وأفكارهم، بحيث تكون النتيجة الحتمية لهذا التشكيك هي إفساد الشباب، وتصدع القيم والاستخفاف بالعقيدة الدينية، والمعني الوحيد لذلك عند رجل الشارع الأثيني أن سقراط ومن علي شاكلته يحملون إلي المدينة أفكارا جديدة هدامة وبالغة الخطورة.
لهذا وربما لأسباب أخرى نجهلها اختار أريستوفانيس سقراط كمثال علي هذه البدعة الجديدة وقتها، لأنه كان الأشهر والأعظم تأثيرا، وبالتالي خطرا، جعل منه كبش الفداء.
و لا جدال في أن الاتجاه العام في أثينا كان ضد سقراط، وإلا لما أدين الفيلسوف «سقراط» ولقي حتفه بعد محاكمته عام 399 ق.م أي بعد عرض هذه المسرحية بنحو خمسة وعشرين عاما.
و مما يدعو إلي الدهشة حقا أن أفلاطون في محاورة «الدفاع» يظهر استنكاره من مسرحية «السحب» واستياءه من كاتبها إلي الحد الذي لم يذكره فيه بالاسم، ربما لأنه بالغ في الهجوم علي أستاذه سقراط، ولكنه في محاورة «المنتدى» التي كتبت بعد عرض مسرحية السحب بسنوات عديدة يظهر لنا سقراط وهو يحادث أريستوفانيس بود وصداقة. ويروي أنه عند عرض مسرحية السحب عام 423 ق.م حضر الفيلسوف سقراط لمشاهدتها، غير أنه ظل واقفا طوال مدة العرض المسرحي من أجل أن يتمكن المشاهدين من المقارنة بين صورته الحقيقية وصورته الكوميدية.
و هذا يعني أن تصوير أريستوفانيس لسقراط لم يكن ليؤخذ علي محمل الجد، بل علي أنه معالجة كوميدية مبالغ فيها، وتجسيم فكاهي لصفات لم تكن من صفات الفيلسوف، بل لصقت إليه علي يد رجل الشارع الأثيني.